# غوان ماريل
غوان ماريل (الاسم العلمي: Penelope marail) هو نوع من الطيور يتبع جنس الغوان بنيلوب من فصيلة القرازية.